# Haplochromis cryptodon
Haplochromis cryptodon är en fiskart som beskrevs av Greenwood, 1959. Haplochromis cryptodon ingår i släktet Haplochromis och familjen Cichlidae. IUCN kategoriserar arten globalt som otillräckligt studerad. Inga underarter finns listade i Catalogue of Life.